# Bułgarska Partia Socjaldemokratyczna (1891)
Bułgarska Partia Socjaldemokratyczna (bułg. Българска социалдемократическа партия, BPSd) – partia polityczna utworzona w 1891 r. podczas tzw. kongresu buzłudżańskiego. Na jej czele stanął marksista Dimityr Błagojew. W 1894 r. partia przekształciła się w Bułgarską Robotniczą Partię Socjaldemokratyczną.

## Kongres buzłudżański
Założycielski kongres BPSd odbył się[1 sierpnia 1891 (lub 20 lipca 1891 według kalendarza juliańskiego obowiązującego w Bułgarii do 1916 roku) na szczycie górskim Buzłudża w Starej Płaninie. Inicjatorem zebrania był marksista Dimityr Błagojew. Oprócz niego w spotkaniu wzięło udział około dwudziestu delegatów nieformalnych stowarzyszeń socjalistycznych z Wielkiego Tyrnowa, Gabrowa, Sliwena, Kazanłyka, Starej Zagory i innych miast.
Zebranie miało charakter tajny, ponieważ ówczesny reżim Stambołowa silnie ograniczał swobodę stowarzyszeń w Bułgarii. Miejsce spotkania (szczyt Buzłudża) jak i jego data zostały tak dobrane, by zbiegły się z masowymi uroczystościami upamiętniającymi rocznicę śmierci Hadżiego Dimityra, bohatera narodowego Bułgarów, którego oddział starł się w 1868 roku na Buzłudży z wojskami osmańskimi. Dzięki temu zebranie socjalistów pozostało niezauważone przez lokalne władze i przebiegło niezakłócenie.
Podczas kongresu zatwierdzono powstanie BPSd i przyjęto jej statut oraz program. Ten ostatni został utworzony poprzez przystosowanie do warunków bułgarskich programu belgijskiej socjaldemokracji. Brak zbudowanego od podstaw własnego programu jak również niejasne warunki członkostwa w partii dowodzą, iż jej założyciele nie byli dobrze przygotowani od strony teoretycznej do działalności politycznej. W statucie BPSd przyjęto zasadę decentralizacji struktur partyjnych i przyznania lokalnym stowarzyszeniom autonomii. Naczelnym organem partii został Zarząd Generalny BPSd, którego siedzibę ulokowano w Wielkim Tyrnowie. Przyjęto także uchwały o wydawaniu tygodnika (organu prasowego partii), stworzeniu biblioteki o profilu socjaldemokratycznym i wykorzystaniu czasopisma "Dzień" (bułg. Ден) jako organu teoretycznego partii. Kongres Buzłudżański zakończył wstępną fazę formowania ruchu socjalistycznego w Bułgarii i zapoczątkował zorganizowaną działalność partyjną socjalistów.

## Rozpad i przekształcenie partii
Błagojew i skupieni wokół niego marksiści dążyli do powiązania ruchu robotniczego z socjalistycznym. Kierunek ten nie przypadł do gustu tzw. reformistom związanym z Jankiem Sakyzowem, którzy uważali, iż walka ruchu robotniczego powinna mieć charakter ekonomiczny, nie zaś polityczny. Z powodu tej różnicy ideologicznej w 1892 Sakyzow wraz z grupą zwolenników utworzyli Bułgarski Związek Socjaldemokratyczny (bułg. Български социалдемократически съюз), z własnym organem prasowym. Ponieważ przywódcy obu partii zdawali sobie sprawę z faktu, że podziały wśród socjaldemokratów osłabiają ruch robotniczy, w 1894 roku BPSd i Bułgarski Związek Socjaldemokratyczny połączyły się tworząc Bułgarską Robotniczą Partię Socjaldemokratyczną (bułg. Българска работническа социалдемократическа партия). Mimo połączenia partii, nie udało się załagodzić różnic ideologicznych, w związku z czym w następnych latach doszło do kolejnych podziałów wśród socjaldemokratów. Jedna z frakcji BRPSd (tzw. wąscy socjaliści – tesniacy, bułg. тесни социалисти) w późniejszym okresie przekształciła się w Bułgarską Partię Komunistyczną, która w latach 1946-1990 sprawowała władzę w Ludowej Republice Bułgarii.

## Współczesna bułgarska socjaldemokracja
Na przełomie lat 80. i 90. XX wieku, po upadku reżimu Todora Żiwkowa, uformowała się nowa Bułgarska Partia Socjaldemokratyczna, która odwołuje się do tradycji partii Błagojewa.